# Karl Fabritius
Karl Fabritius, magyaros írásmóddal Fabritius Károly (Segesvár, 1826. október 28. – 1881. április 3.) ágostai evangélikus lelkész, országgyűlési képviselő, az MTA levelező tagja.

## Életpályája
Karl Fabritius könyvkötő és Karolina Schuller fiaként született. Beteges gyermek lévén, gimnáziumi tanulmányaiban eleinte kevés sikerrel járt, de végül az elsők között haladva, kitűnő eredménnyel végzett. 1847 őszén Lipcsébe ment teológiára és belépett a Ernst Wilhelm Wachsmuth tanár vezetése alatt álló történelmi szemináriumba. Az 1848-as mozgalmak élénken hatottak az ottani magyar fiatalokra, akik között ő is az alkotmányos szabadság mellett álló cikkeket írt külföldi lapokba.
1849-ben befejezte egyetemi tanulmányait és gyalog bejárta Szászországot, ellátogatott Berlinbe és a Rajna vidékére. Az ottani tudósok segítségével a 12. században Magyarországra kivándorló szászok nyomait kutatta; ebből a célból beutazta a Köln és Brüsszel közötti vidéket és tanulmányozta az ottani nyelvjárást. Kutatásait a beálló tél és a pénzszűke miatt meg kellett szakítania, ezért visszatért Bécsbe, ahol Schuller iskolatanácsosnál nyert szíves fogadtatást és 1850 tavaszán Nádasdy Ferenc gróf házánál fogadott el állást, mint a gróf mostohafiának társalkodója. Innen nemsokára Pozsonyba utazott, ahol rövid ideig a Pressburger Deutsche Zeitung szerkesztőségében dolgozott.
Ugyanebben az évben a nagyszebeni Siebenbürger Bote szerkesztői állását ajánlották fel neki, így augusztusban és szeptemberben ennél a lapnál dolgozott. 1850 októberében tanári állást kapott a segesvári gimnáziumban. Michael Gottlieb Schuller segesvári főpap elnöklete alatt tanártársaival együtt megalapították a Verein für siebenbürgische Landeskunde vidéki osztályát és Fabritius tevékenyen részt vett a szellemi életben. Mivel a tanári állások az 1850-es évek elején lényegesen kevesebb jövedelemmel jártak, mint a lelkészi stallumok, örömmel ragadta meg az alkalmat, amikor 1855 őszén segesvári második segédlelkésszé választották. 1865-ben segesvári első segédlelkésznek, majd 1868. február 2-án Apoldra pappá választották.
1866-ban és az 1872–75-ös, illetve 1875–78-as ülésszakokra több ízben országgyűlési képviselővé választották, így idejének nagy részét a fővárosban töltötte. Eleinte Deák-párti volt, majd a fúzió után pedig szabadelvű irányban működött. Tevékeny részt vett a politikai életben a hatvanas években, egyik vezértagja volt az ifjú szászok hazafias pártjának. Mint történetírással foglalkozó tudós ragaszkodott a történeti jog eszméjéhez. Mivel a szász konzisztórium nem jó szemmel nézte politikai szereplését, szünet nélküli támadásoknak és sértegetéseknek volt kitéve; végül a zaklatás hatására 1879 novemberében lemondott papi hivataláról. A Magyar Tudományos Akadémia 1872. május 2-án választotta meg levelező tagjának.
Történelmi cikkei, értekezései s egyéb közleményei a következő folyóiratokban és alkalmi kiadványokban jelentek meg:
- lipcsei Grenzbote (1848. Denkschrift über die gegenwärtigen Verhältnisse der Deutschen in Siebenbürgen; ezen emlékiratot a lipcsei Ostmark-Verein a frankfurti parlamentnek küldte meg; Die Vereinigung Siebenbürgens mit Ungarn, Der Kampf in Siebenbürgen, a vége kéziratban maradt, 1849. Der Krieg gegen Bem),
- Schul- u. Kirchenzeitung für d. ev. Glauben in Siebenbürgen (1851. Beiträge zur Kirchengeschichte des Sachsenlandes),
- Sächsischer Hausfreund (1852. Die Überschwemmung Schässburgs 1601–1602, 1853. Schässburger Klag-, Warnungs- und Trostlied, gedichtet zur Zeit der Pest, 1709., 1858. Die Einnahme und Plünderung Schässburgs 1601–1602, 1863. Die Belagerung von Schweidnitz 1762. und der Schässburger Michael Waldhüter),
- Blätter für Geist, Gemüth u. Vaterlandskundeban (1853. Die Burg bei Schönberg, 1855. Eine mündliche Quelle für die Geschichte Borszéks, 1856. Schässburger Verhandlungen in Consistorial-Angelegenheiten im Anfange dieses Jahrhunderts, 1858. Miszellen: Zur Reformationsgeschichte von Hermannstadt, Eine seltene Münze)
- Archiv des Vereins für siebenbürgische Landeskunde 1853–1879-es évfolyamai (I. Der Brand Schässburgs 1676., Beiträge zur Kirchengeschichte Siebenbürgens unter Kaiser Karl VI., II. Die Siebenbürgischen Studierenden auf der Universität zu Wittemberg im Reformationszeitalter, V. Zwei Funde in der ehemaligen Dominikanerkirche zu Schässburg, Bericht über die Auffindung und Oeffnung eines dakischen Grabes am Kulterberg bei Schässburg, VI. Bilder aus der innern Geschichte Hermannstadts in der ersten Hälfte des 18. Jahrhunderts, Der Religionsstreit auf den siebenbürgischen Landtagen von 1691. und 1692., X. Das Religionsgespräch zu Schässburg im Jahre 1538. und des Weissenburger Propstes, nachherigen Graner Erzbischofs Verantius Briefe an Siebenbürger Sachsen, Aus den alten Messbüchern und Brevieren, XI. Namen und Verwendung der Jesuiten, welche 1730–1773 in den siebenbürgischen Ordenshäusern wirkten, Zur Reformationsgeschichte des Mediascher Kapitels, Honterus auf der Rückreise in die Heimath 1533., XII. Das Testament des Schönberger Plebans Mattheus von Reps, aus dem J. 1502., XIII. Lucas Josef Marienburg und dessen Regesten, zur Geschichte der Gottmeister'schen Familie, XIV. Jodoks von Kussow Steuerforderung an die zwei Stühle Schelk und Mediasch von 1438., XV. Die Ali-Pascha-Steuer und die Schässburger; ezen czikkek közül több különnyomatban is megjelent),
- Magazin für Geschichte und Literatur (N. F. I. 1859. Die evang. Kirche und das Spital zu Schässburg),
- Siebenbürger Quartalschrift (1860. Die Baumgartensteuer in Schässburg, Zur individuellen Reclamation in Schässburg),
- Hermannstädter Zeitung (1861. 10. sz. Münzenfund in Schässburg; 1873. 91. sz. Rechenschaftsberichte… gehalten in Schässburg am 15. April, 1874. 124. sz. R… am 26. Mai, 1875. 136. sz. R… am 13. Juni, 1878. 165. sz. R… am 14. Juli, mindegyik különnyomatban is),
- Transilvania (1862. Gräser, Umrisse zur Geschichte der Stadt Mediasch cz. munkájának ismertetése),
- Siebenbürger Blätter (1867. Die Schässburger Deputirtenwahl vom 21. April 1866., 1869. Bericht des Reichstagsabgeordneten K. F. an seine Wähler in Schässburg am 28. Febr. 1869. különnyomatban is, 1872. Rechenschaftsbericht… in Schässburg am 12. Mai 1872., különny. is),
- Századok (1877. Vázlatok a Rozsnyai régi városi könyvből),
- Történelmi Tár (1878. Pekry Lőrincz levele egy jezsuitához 1706-ban, 1879. Brutus János Mihály életéhez),
- Arch. Értesítő (1879. Vázlatok az erdélyi szászok ipari tevékenységéről az 1595–1605-ki hadi években, főtekintettel a nagyszebeni műötvösségre)
- Gross-Kokler-Bote (1879. 30–32. sz. Die Ausstellung von Alterthümern in Schässburg)

## Művei
- Der Prozess des Schässburger Bürgermeisters Johann Schuller von Rosenthal. Wien, 1852 (Fontes Rerum Austriacarum IX.) Különnyomat
- Siebenbürgische Chronik des Schässburger Stadtschreibers Georg Kraus 1608–1665. Wien, 1662 és 1664 (Fontes Rer. A. Scriptores III. IV. Band I. és II., a II. kötethez: Die Schässburger Chronisten des siebzehnten Jahrhunderts cz. CII lapra terjedő értekezés)
- Die beachtenswerthe Mahnung des Vereins der Gustav-Adolf-Stiftung an die kleinen Leute, weiche grosse Ziele erreichen wollen. Predigt beim Festgottesdienste des Zweigvereines der G. A. Stiftung in Schässburg am 29. Juni 1871 in Trappold. Schässburg, 1871
- Rede, gehalten über den Personalerwerbsteuer-Gesetzentwurf in der Unterhaussitzung von 17. März 1873. Bpest (különnyomat az Ungar. Lloydból)
- Urkundenbuch zur Geschichte des Kisder Kapitels vor der Reformation und der auf dem Gebiete desselben ehedem befindlichen Orden. Hermannstadt, 1875 (tartalmaz 317 darab részint teljes, részint kivonatos okmányt, előszóval)
- Pemfflinger Márk szász gróf élete, különös tekintettel a reformatio elterjedésére az erdélyi szászok között. Budapest, 1875. (Székfoglaló. Értekezések a Történeti Tudományok Köréből, IV. 6.)
- Erdélynek Honter János által készített térképe 1532-ből. Budapest, 1878 (Értekezések a Történeti Tudományok Köréből, VII. 7. sz.)

## Kéziratban maradt művei
- Repertorium zur Geschichte Siebenbürgens
- Die Geschichte des Jesuiten-Ordens in Siebenbürgen
- Die Reverse sächsischer Städte für Georg Rákóczi I.
- Verhandlungen der Hermannstädter wegen Abtretung einer Kirche an die Katholiken
- Zur Herkunft der Sachsen in Siebenbürgen
- Job. Hunyadi's Leben (Lipcse, 1848)
- Aufstand der Siebenbürger gegen König Mathias 1467
- Die Belagerung von Bistritz durch Basta
- Die Kalender von 1486. in der Schässburger Gymn. Bibliothek
- Die Pilger aus Ungarn in den Rheinlanden
- Die beiden Accorden 1692
- Geschichtliche Entwickelung der Verfassung d. evang. Landeskirche A. B. in Siebenbürgen (b. Eötvös József vallás- és közokt. miniszternek benyújtotta 1868-ban)
- Aktenstücke betreffend die Nachtwache in Schässburg, Segesvári és segesvárszéki hivatalnokok névjegyzéke 1400–1800
- Gyűjtemény a Nachbarschaft-köréből, száznál több családfa, főképp segesvári családokról
- Sächsische Biographien, eine Sammlung gleichzeitiger Aufzeichnungen u. Leichenreden
- Papok életrajzai összesen harminc; több kidolgozott egyházi beszéd